# Aristaria limonalis
Aristaria limonalis là một loài bướm đêm trong họ Noctuidae.